# Славнянська сільська рада (Липовецький район)
| Славнянська сільська рада — орган місцевого самоврядування у Липовецькому районі Вінницької області з адміністративним центром у c. Славна. Сільській раді підпорядковані населені пункти: - c. Славна - с. Ганнівка - с. Улянівка |

## Склад ради
Рада складається з 12 депутатів та голови.

## Керівний склад сільської ради
| ПІБ                           | Основні відомості                                                                                                | Дата обрання | Дата звільнення |
| ----------------------------- | --- | ------------ | --------------- |
| Фальштинський Микола Іванович | Сільський голова, 1965 року народження, освіта, безпартійний                                                     | 26.03.2006   | 31.10.2010      |
| Фальштинський Микола Іванович | Сільський голова, 1965 року народження, освіта середня спеціальна, член Всеукраїнського об'єднання «Батьківщина» | 31.10.2010   |                 |

Примітка: таблиця складена за даними джерела